# Untere Straße 131–135, 143–151 (Mönchengladbach)

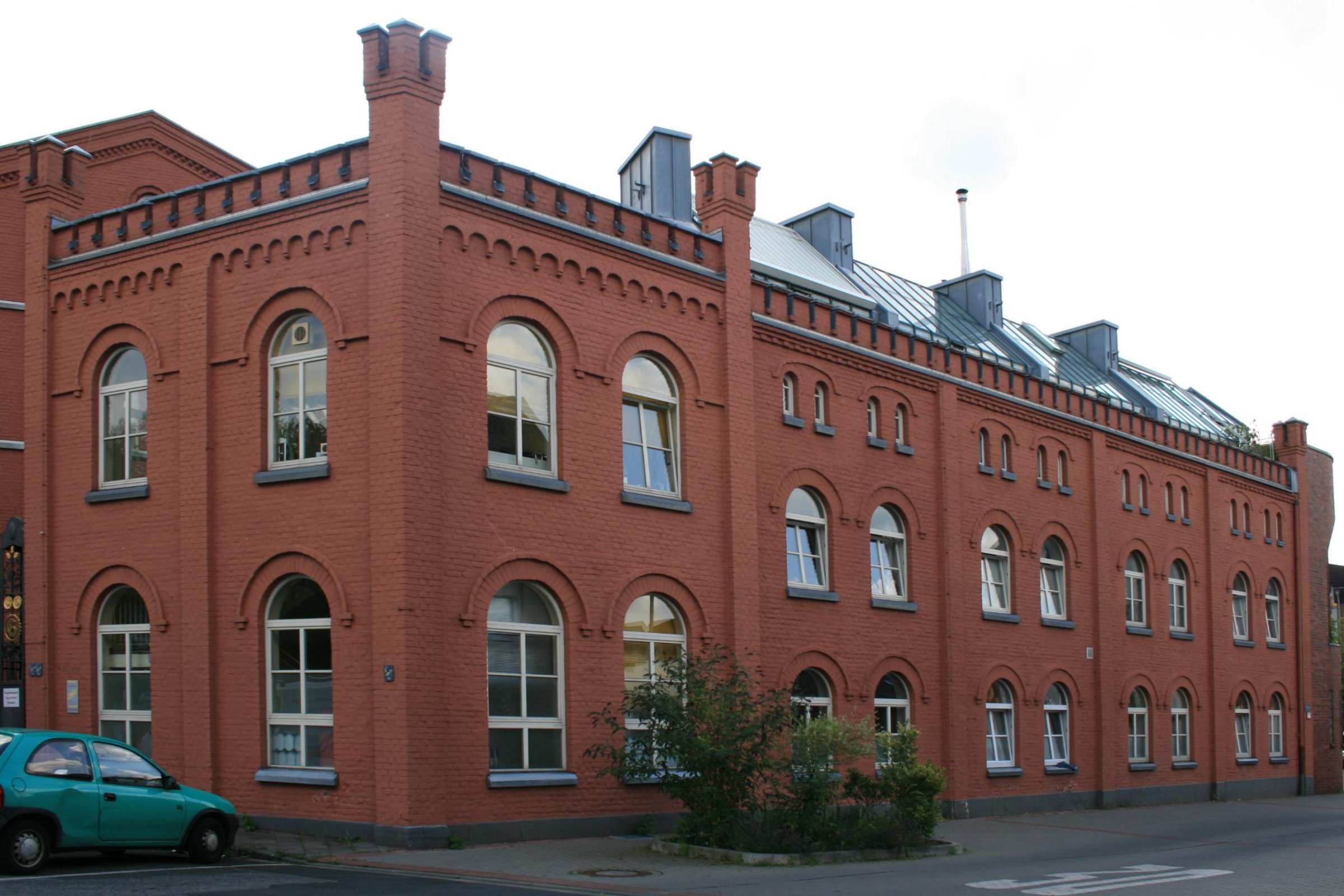
Wohngeschäftshaus (2010)

Die Wohngeschäftshäuser Untere Straße 131–135, 143–151 stehen im Stadtteil Waldhausen an der Ecke Quellstraße in Mönchengladbach (Nordrhein-Westfalen).
Die Gebäude wurden im 18. Jahrhundert erbaut und unter Nr. U 008 am 4. Dezember 1984 in die Denkmalliste der Stadt Mönchengladbach eingetragen.

## Lage
Im Ortsteil Waldhausen an einer Platzausweitung besteht die historische Baugruppe aus dem Sudhaus und dem ehemaligen Verwaltungsgebäude der Brauerei Hensen.

## Architektur
Das dreigeschossige Sudhaus mit Satteldach an der Unteren Straße 131–135 mit Blickrichtung nach Westen. Ohne Verbindung zum Sudhaus steht das zweigeschossige ehemalige Verwaltungsgebäude Untere Straße 143–151 mit Flachdach an der Ecke zur Quellstraße.